# Marc Janko
Marc Janko (Bécs, 1983. június 25. –) osztrák válogatott labdarúgó.

## Sikerei, díjai

### Klub
- Red Bull Salzburg
  - Osztrák Bundesliga: 2006–07, 2008–09, 2009–10

- Twente
  - Holland kupa: 2010–11
  - Holland szuperkupa: 2011

- Porto
  - Portugál Primeira Liga: 2011–12

- Basel
  - Svájci bajnokság: 2015–16, 2016–17
  - Svájci kupa: 2016–17

### Egyéni
- Osztrák Bundesliga – gólkirály: 2008–09
- Ausztrál bajnokság – gólkirály: 2014–15